# Фудбалски стадион Лештане
Фудбалски стадион Лештане је фудбалски стадион у Лештанима и смештен је на територији општине Гроцка, Београдској општини. Направљен је 1970. године и налази се на Кружном путу у Лештанима. Домаћин стадиона је фудбалски клуб Лештане и има капацитет да прими око 500 гледалаца. Фудбалски стадион Лештане поред терена за фудбал поседује и кошаркашки терен и терен за мали фудбал са трибинама.